# Laziše
Laziše je naselje v Občini Laško.